# Konkovo
Konkovo (Russisch: Коньково uitspraakⓘ) is een station aan de Kaloezjsko-Rizjskaja-lijn van de Moskouse metro. 

## Geschiedenis
In de jaren tachtig van de twintigste eeuw bestonden er plannen om de dierentuin van Moskou te verplaatsen van de locatie bij Barrikadnaja / Krasnopresnenskaja naar het Bittsevskipark aan de zuidrand van de wijk Konkovo. In plaats van een verhuizing werd de dierentuin vanaf 1990 gerenoveerd en de naam van het station wijzigde vlak voor de opening van Soopark in de naam van de wijk waar het ligt. De verlenging van de Kaloezjsko-Rizjskaja-lijn met twee stations, waaronder Konkovo, werd op 6 november 1987 ter gelegenheid van de zeventigste verjaardag van de Oktoberrevolutie geopend.

## Ligging en inrichting
Konkovo is het enige enkelgewelfdstation aan de Kaloezjsko-radius. Het station is ontworpen door de architecten N.I. Sjoemakov, G.S. Moen en N.V. Sjoergina. In het gewelf zijn groeven aangebracht waarin de verlichting van het station is verwerkt.  Het perron is van grijs graniet en is voorzien van houten banken waarboven de naamborden van het station zijn geplaatst. Net als bij Krylatskoje, Krasnogvardejskaja, Vorobjovy Gory en Slavjanski Boelvar is de stationsnaam niet op de tunnelwanden vermeld. Bovengronds is er geen stationsgebouw en het perron is aan beide uiteinden via trappen met voetgangerstunnels verbonden. De zuidelijke heeft toegangen aan weerszijden van de Profsoejoeznajastraat, de noordelijke heeft eveneens toegangen en weerszijden van de Profsoejoeznajastraat en bovendien ook een toegang aan de noordkant van de Ostrovitjanovastraat ten westen van de kruising tussen beide straten.  

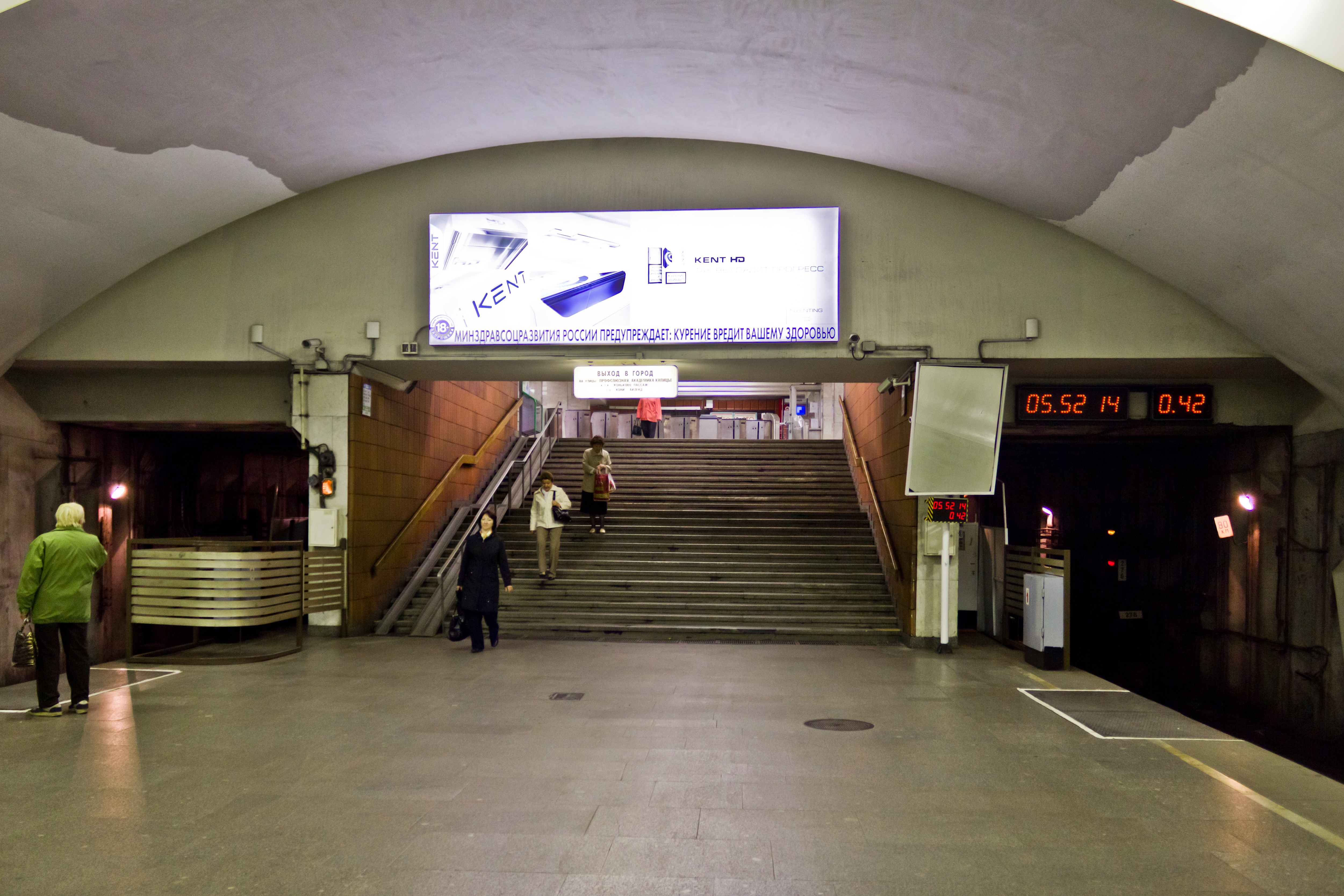
De trappen aan de noordkant van het perron
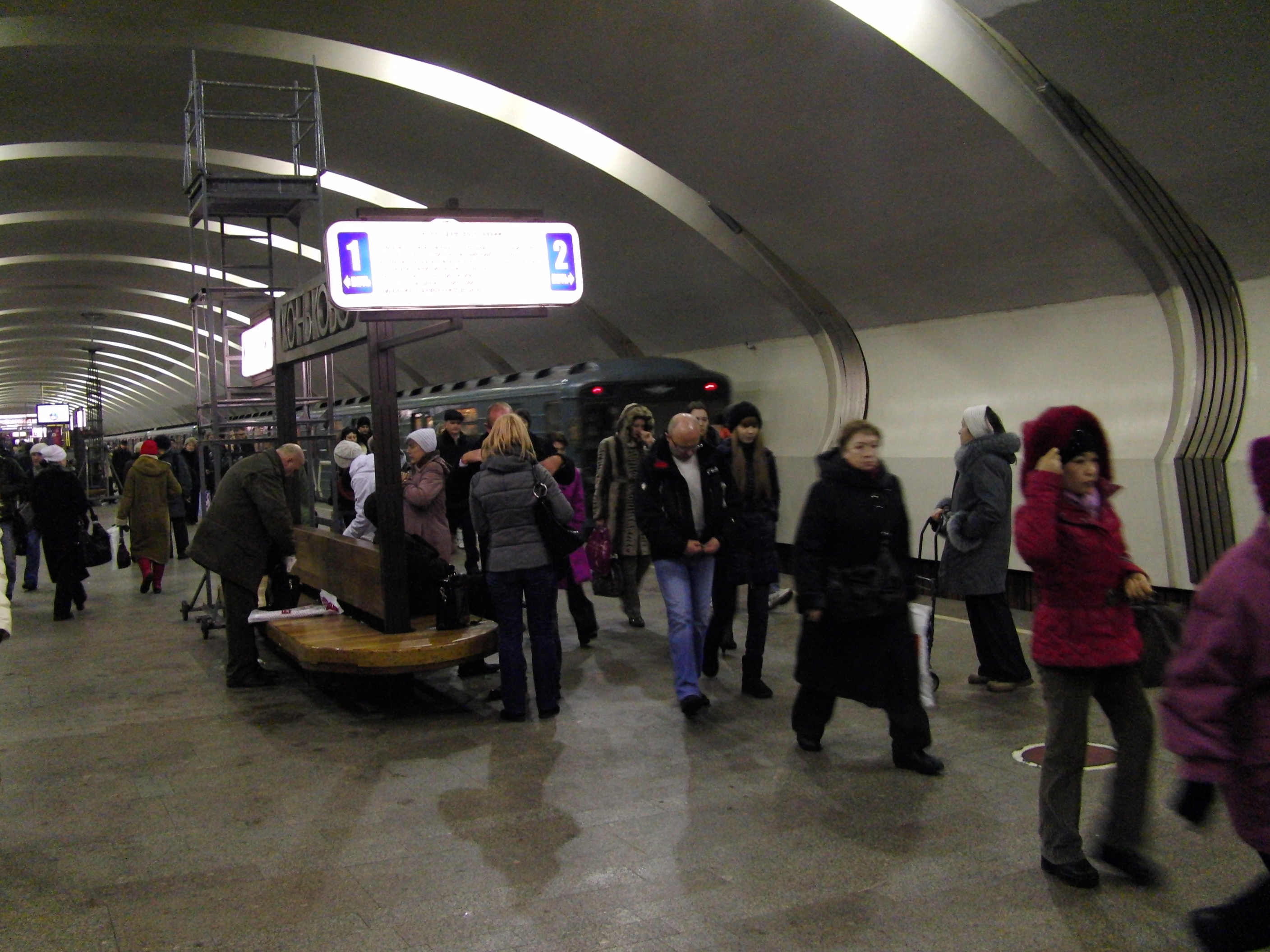
De bankjes met wegwijzers op het perron
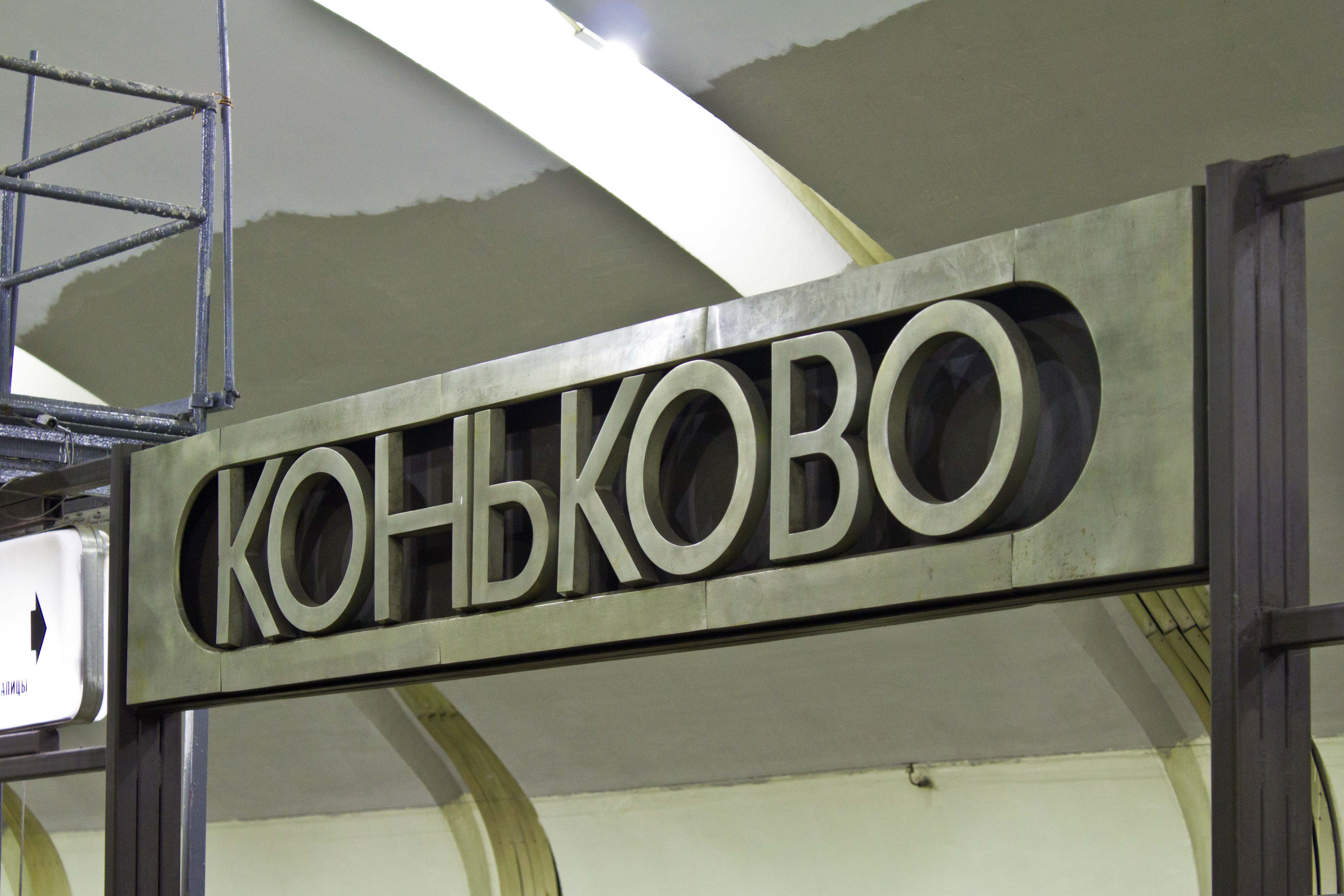
De stationsnaam op het perron

## Reizigersverkeer
In maart 2002 werden 46.500 instappers geteld.  De eerste trein naar het centrum vertrekt op even dagen om 5:49 uur en naar het zuiden om 5:46 uur. Op oneven dagen door de week is dit 6:05 uur naar het centrum en 5:59 naar het zuiden. Op oneven dagen in het weekeinde is dit respectievelijk 6:09 uur en 5:57 uur. 

## Zwerfhonden
In 2006 heeft een dierenoppasser, Jekatarina Kolytsjeva, een bewaker van de metro, Boris Soerov, aangeklaagd omdat hij een zwerfhond in het station had geslagen. Volgens hem had de hond hem aangevallen en gebeten, maar de rechtbank van Tsjerjomoesjki veroordeelde hem tot een voorwaardelijke gevangenisstraf van 2 jaar en 8 maanden. In september 2009 stond de 42-jarige kunsthistoricus Dmitri Choedojarov terecht omdat hij meer dan 30 honden had beschoten met een luchtdrukgeweer. Hij verklaarde dat hij dit deed omdat de zwerfhonden bij het station hem hadden gebeten.   